# Omertà
Omertà (do latim humilitas; "humildade"), também conhecida como lei do silêncio, é um termo da língua napolitana que define um código de honra de organizações mafiosas do Sul da Itália. Fundamenta-se num forte sentido de família e num voto de silêncio que impede cooperar com autoridades policiais ou judiciárias, seja em direta relação pessoal, seja quando fatos envolvem terceiros. A omertà existe além do Sul da Itália peninsular também nas três grandes ilhas: Sicília, Sardenha e Córsega.